# ISO 3166-2:GT

Administrativní členění státu Guatemala

Kódy ISO 3166-2 pro Guatemalu identifikují 22 departementů (stav v roce 2021). První část (GT) je mezinárodní kód pro Guatemalu, druhá část sestává z dvou písmen identifikujících department.

## Seznam kódů
```
GT-15 Alta Verapaz (Cobán)
GT-16 Baja Verapaz (Salamá)
GT-04 Chimaltenango (Chimaltenango)
GT-20 Chiquimula (Chiquimula)
GT-05 Escuintla (Escuintla)
GT-01 Guatemala (Guatemala)
GT-13 Huehuetenango (Huehuetenango)
GT-18 Izabal (Puerto Barrios)
GT-21 Jalapa (Jalapa)
GT-22 Jutiapa (Jutiapa)
GT-17E El Petén (Flores)
GT-02 El Progreso (Guastatoya)
GT-14 El Quiché (Santa Cruz del Quiché)
GT-09 Quetzaltenango (Quetzaltenango)
GT-11 Retalhuleu (Retalhuleu)
GT-03 Sacatepéquez (Antigua Guatemala)
GT-12 San Marcos (San Marcos)
GT-07 Sololá (Sololá)
GT-06 Santa Rosa (Cuilapa)
GT-10 Suchitepéquez (Mazatenango)
GT-08 Totonicapán (Totonicapán)
GT-19 Zacapa (Zacapa)
```